# Praia do Veloso

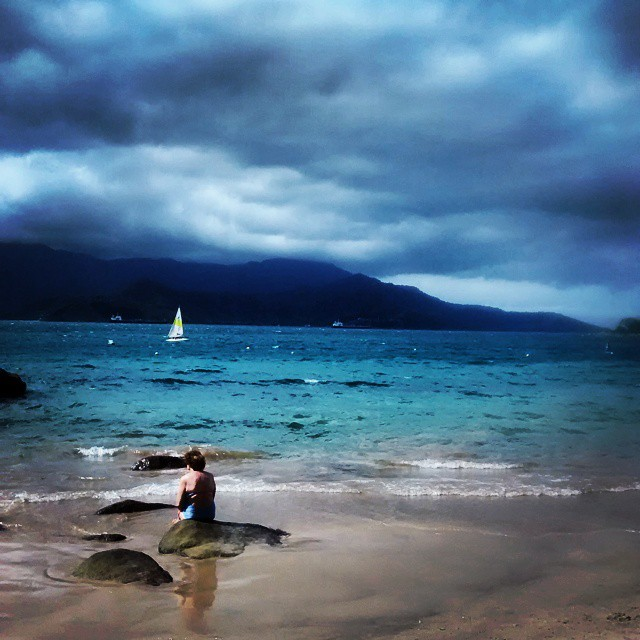
Praia do Veloso

A Praia do Veloso é a última praia que pode ser alcançada por veículos pelo sul de Ilhabela, no Brasil. A praia fica no distrito de Cambaquara, cerca de 300 metros depois da praia do Curral. E ao contrário desta, Veloso é uma praia bem tranquila.
Tem cerca de 15 metros de largura e 200 metros de comprimento com areia monazítica amarelada. Têm águas calmas e limpas sendo bastante frequentada por mergulhadores, sendo que também é nessa praia que se encontram os navios Tritão e Dorth, naufragados em 1884.
No canto esquerdo, pode se ver a capelinha que abrange o morro entre o Veloso e a praia do Curral. A praia é rodeada com vegetação de mata arbustiva e árvores frutíferas e tem uma costeira de pedras.